# Лос-Пахаритос
«Лос-Пахаритос» (исп. Nuevo Estadio Los Pajaritos) — мультиспортивная арена, расположенная в испанском городе Сория, в автономном сообществе Кастилия-Леон. С момента открытия является домашним полем для футбольного клуба «Нумансия». Вмещает 8 261 зрителя.

## История
Торжественное открытие стадиона состоялось 14 января 1999 года матчем «Нумансия» — «Реал Сарагоса» (1:3). Проектирование арены началось еще в 1996 году при непосредственной поддержке ФК «Барселона».
Владельцем поля является городская администрация Сории.
«Лос-Пахаритос» расположен на высоте в 1000 метров над уровнем моря, из — за чего на стадионе практически всегда холодно. По мнению некоторых экспертов, это позволяет «Нумансии» легче обыгрывать клубы, не привыкшие к подобным условиям.
14 февраля 2016 года, во время матча Сегунды против «Мальорки», на арене была впервые использована ранее установленная отопительная система.
Первой в истории ареной для «Нумансии» стал «Кампо де Сан — Хуан», находившийся в соседней деревне Гаррей.
С выходом команды в Примеру в сезоне 2007\08 общая вместимость стадиона была увеличена до 10 200 мест.
Начиная с сезона 2019/20 суммарная вместимость стадиона составляет 8261 зритель,

## Матчи молодежной сборной Испании
Сборная Испании по футболу U — 21 провела на стадионе в Сории два матча: против Нидерландов в 2009 году (4:1) и против России в 2011 году (1:1).